# Ontario Consultants on Religious Tolerance
Ontario Consultants on Religious Tolerance er et websted, hvis formål Arkiveret 10. februar 2006 hos  Wayback Machine er at fremme religiøs tolerance og forståelse. Redaktionen består af en multireligiøs gruppe Arkiveret 3. marts 2006 hos  Wayback Machine på fem personer: en kristen, en ateist, en wiccaner, en agnostiker og en zenbuddhist.
Hjemmesiden blev oprettet i 1995 for at imødegå, hvad der opfattedes som en overvældende misinformation om forskellige religioner såvel som en generel mangel på religiøs tolerance på internettet. Pr. 2006 indeholder hjemmesiden over 3.200 artikler om mange forskellige emner, herunder verdens religioner, moral, spiritualitet, religiøs intolerance, nyreligiøsitet m.m.

## Baggrund
Mange af artiklerne er skrevet af gruppens grundlægger, Bruce Robinson. Han har en bachelorgrad i teknisk fysik fra University of Toronto og arbejdede for et stort multinationalt kemifirma i 38 år, før han trak sig tilbage før tid.
Hjemmesiden erklærer, at den forsøger at forfatte nøjagtige, upartiske og afbalancerede artikler Arkiveret 21. februar 2006 hos  Wayback Machine, grundigt belagt med kilder og referencer. Dertil holdes der styr på erkendte fejl og rettelser Arkiveret 10. februar 2006 hos  Wayback Machine. Med deres egne ord fra deres side om deres forudsætninger Arkiveret 21. februar 2006 hos  Wayback Machine:
"Vi er ikke teologer eller religionsstiftere; vi rapporterer blot om religion, spiritualitet og etik. Vi hverken skaber eller fremmer nye religiøse læresætninger, men vi forklarer de forskellige standpunkter, som andre fremsætter med hensyn til emner så forskellige som abort, homoseksuelles ligestilling, himmel og helvede, Gud, Satan og hundredevis af andre sociale og religiøse emner."
Informationerne på siderne er blevet citeret og brugt af bl.a. den canadiske avis Toronto Star, tv-kanalen CBS News og FBI. Encyclopedia Britannica har bedømt Arkiveret 10. februar 2006 hos  Wayback Machine dem til at være den bedste hjemmeside med information om religiøs tolerance.

## Polemik, kritik og ros
I tillæg til at fremlægge mange forskellige religioner, beskæftiger siden sig som beskrevet ovenfor også med kontroversielle emner som homoseksualitet og abort, idet de forskellige sider inden for hvert emne gennemgås, drøftes og sammenholdes med forskellige trosretninger. Bl.a. derfor modtager siden en del hate mail, mestendels fra fundamentalistiske kredse, som finder sidens artikler usmagelige, blasfemiske og umoralske. Størstedelen af den respons, de modtager, er dog konstruktiv og folkene bag siden roses generelt for deres saglighed, seriøsitet og vilje til at inkludere alle synspunkter, ganske som artiklerne selv gerne roses for at være letlæselige, grundigt belagte og nøjagtige.
De omhandlede emners kontroversialitet resulterede ikke desto mindre i, at hjemmesiden blev blokeret Arkiveret 7. februar 2006 hos  Wayback Machine af en række forskellige internetfiltre, f.eks. CleanNet og CyberPatrol, om end disse blokeringer efterfølgende blev ophævet. Siden er dog stadig blokeret af den saudiarabiske regering.